# Tat'jana Borisovna Berezanceva
Tat'jana Borisovna Berezanceva (Татьяна Борисовна Березанцева; Mosca, 30 settembre 1912 – Mosca, 20 marzo 1994) è stata una regista cinematografico sovietica.

## Filmografia (parziale)

### Regista
- Kak on lgal eё mužu (1956)
- Duėl' (1962)
- Staromodnaja komedija (1978)